# 沖野耕二
沖野 耕二（おきの こうじ、1968年4月2日 - ）は、地方競馬の川崎競馬場河津裕昭厩舎所属の元騎手、現厩務員である。勝負服の柄は胴赤、紫一文字、袖白。山口県出身。血液型A型。妻の埴谷美奈子も元騎手。

## 来歴
1986年3月31日付けで地方競馬騎手免許を取得し、益田競馬場大賀孝司厩舎から騎手デビュー。同年4月5日第1回益田競馬1日目第1競走アラ系4歳イナズマツーカンで初騎乗（8頭立て6番人気5着）。同日第9競走アラ系A級一般戦をマツノカツプで優勝（8頭立て3番人気）し、4戦目で初勝利。同日最終第10競走須久茂塚特別（D級）もミスジヤイアントで優勝（8頭立て2番人気）し、初日に1日2勝を挙げる。同年12月21日第13回益田競馬2日目第10競走第25回人麿特別をミスジヤイアントで優勝（8頭立て1番人気）し、重賞初制覇。
1987年8月30日第2回全日本新人王争覇戦出場（10人中9位）。
2002年8月16日に益田競馬場が廃止され、川崎競馬場河津裕昭厩舎に移籍。同年12月23日地方競馬通算2000勝達成。
2003年2月2日第2回中山競馬2日目第9競走セントポーリア賞（3歳500万下）でフブキに騎乗（12頭立て11番人気11着）し、中央競馬初騎乗。益田競馬出身騎手として初めての中央競馬騎乗だった。
2006年7月31日付けで引退した。
地方通算成績は9464戦2050勝・2着1726回・3着1392回・勝率21.7%・連対率39.9%
中央競馬1戦0勝

## 主な騎乗馬
- マツダダンサー（1993年日本海特別）
- キクスイジユンヤ（1995年日本海特別）
- ビューティハンター（1996年益田優駿、人麿特別、益田大賞典）
- ニホンカイキャロル（1997年日本海特別、ガーネット特別）
- ニホンカイプリウス（1999年益田大賞典、2000年日本海特別）
- イッテンヨカイチ（2000年益田優駿）
- ニホンカイマリノ（2001年日本海特別）